# Ле-Бельвіль
Ле-Бельвіль (фр. Les Belleville) — муніципалітет у Франції, у регіоні Овернь-Рона-Альпи, департамент Савоя. Ле-Бельвіль утворено 1 січня 2016 року шляхом злиття муніципалітетів Сен-Мартен-де-Бельвіль i Вілларлюрен. Адміністративним центром муніципалітету є Сен-Мартен-де-Бельвіль. Населення — 3472 особи (01.01.2021).

## Історія
1 січня 2019 року до Ле-Бельвіль приєднано муніципалітет Сен-Жан-де-Бельвіль.